# Korg i3
De Korg i3 is een digitaal keyboard/music workstation gefabriceerd door Korg in 1993. Het muziekinstrument werd onthuld tijdens de NAMM Show in de zomer van dat jaar.

## Beschrijving
De Korg i3 was gericht als professioneel begeleidingsinstrument. Korg had eerder met haar SAS-20 uit 1985 succes in de markt voor achtergrondbegeleiding.
Het concept voor achtergrondbegeleiding werd niet serieus genomen door professionele gebruikers. De markt was hierdoor ingenomen door goedkopere keyboards van onder meer Casio en Yamaha. Ook Roland probeerde het begin jaren 1990 met haar E-serie keyboards.

## Technische gegevens
De Korg i3 maakt gebruik van een 32-stemmige toongenerator (het AI2 Synthesis System) die werd geleend uit de X3. Alle 340 patches zijn aan te passen en kunnen opgeslagen worden in 64 geheugenplaatsen. De achtergrondbegeleiding bestaat uit 48 stijlen met bijbehorende intro's, variaties, en eindpatronen. Vier geheugenplaatsen voor eigen stijlen kunnen ingeladen worden via een 3,5-inch diskettestation. De i3 heeft twee sequencers, waaronder een General MIDI-compatibel 16-sporen systeem.
Opvallend is dat de i3, in tegenstelling tot andere begeleidingskeyboards geen ingebouwde luidsprekers heeft.

## Andere uitvoeringen
Aanvankelijk werd de i3 positief ontvangen, en Korg bracht kort daarna de i2 uit met 76-toetsen. In 1994 kwam de i4S uit met ingebouwde luidsprekers. In 1998 verving Korg de i3 door de i30, samen met de iS40 en de iS50.
In 2020 introduceerde Korg een vernieuwde versie van de i3, met 800 instrumenten, 200 soundsets en 270 ingebouwde muziekstijlen.